# Distorted Ghost
A Distorted Ghost a Sparklehorse második középlemeze, amely 2000-ben jelent meg a Capitol Records gondozásában. Az album több, már korábban megjelent szám új verzióját, és élő felvételeket tartalmaz; elsősorban promóciós anyagnak szánták.

## Számlista
Az összes dal szerzője Mark Linkous, ez alól kivétel a My Yoke Is Heavy című szám, melyet Daniel Johnston írt. 
| 1.    | Happy Man (Memphis verzió) | 3:41 |
| 2.    | Waiting for Nothing        | 2:31 |
| 3.    | Happy Place                | 2:17 |
| 4.    | My Yoke Is Heavy           | 3:32 |
| 5.    | Gasoline Horseys (élő)     | 3:28 |
| 6.    | Happy Pig (élő)            | 4:01 |
| 19:15 |                            |      |

## Közreműködők
- Mark Linkous – vokál, gitár, dob, szintetizátor, ütőhangszerek, producer
- Scott Minor – dob, sampler, walkman, Yak Bak
- Sofia Mitchalitsianos – vokál
- Daniel Johnston – zongora
- Scott Fitzimmons – basszus
- Eric Drew Feldman – basszus, orgona
- Jonathan Segel – gitár
- Nick Vincent – dob
- Jack Joseph Puig – keverés

## Fordítás
Ez a szócikk részben vagy egészben  a   Distorted Ghost című angol Wikipédia-szócikk ezen változatának fordításán alapul.  Az eredeti cikk szerkesztőit annak laptörténete sorolja fel. Ez a jelzés csupán a megfogalmazás eredetét és a szerzői jogokat jelzi, nem szolgál a cikkben szereplő információk forrásmegjelöléseként.